# Lesley Roy
Lesley Roy (Dublino, 17 settembre 1987) è una cantante irlandese.
Avrebbe dovuto rappresentare l'Irlanda all'Eurovision Song Contest 2020 con il brano Story of My Life; in seguito all'annullamento dell'evento a causa della pandemia di COVID-19, è stata riconfermata come rappresentante irlandese per l'edizione del 2021, dove ha cantato Maps.

## Biografia
Lesley Roy si è fatta conoscere al grande pubblico nel 2008 con il suo album di debutto Unbeautiful, pubblicato su etichetta discografica Jive Records. Il singolo di lancio I'm Gone, I'm Going è comparso nella sigla del programma di MTV My Super Sweet 16: Exiled, mentre il secondo singolo Unbeautiful ha goduto di successo radiofonico negli Stati Uniti, raggiungendo la 39ª posizione della Billboard Pop 100. Nei primi anni 2010 Lesley Roy ha trovato successo come autrice di canzoni per altri artisti. Ha scritto, fra gli altri, per Adam Lambert e Medina.
Il 5 marzo 2020 è stato confermato che l'emittente radiotelevisiva irlandese RTÉ l'ha selezionata internamente per rappresentare il suo paese all'Eurovision Song Contest 2020 a Rotterdam, nei Paesi Bassi con il brano Story of My Life. Tuttavia, il 18 marzo 2020 l'evento è stato cancellato a causa della pandemia di COVID-19. Il successivo dicembre la cantante è stata riconfermata come rappresentante nazionale all'Eurovision Song Contest 2021, e il suo nuovo brano eurovisivo, Maps, è stato pubblicato a febbraio 2021. Nel maggio successivo, Lesley Roy si è esibita nella prima semifinale eurovisiva, piazzandosi all'ultimo posto su 16 partecipanti con 20 punti totalizzati e non qualificandosi per la finale.

## Discografia

### Album in studio
- 2008 – Unbeautiful

### Singoli
- 2008 – I'm Gone, I'm Going
- 2008 – Unbeautiful
- 2016 – Hang On
- 2016 – Blood on Your Hands
- 2016 – Free the Flame (Ember Moon)
- 2020 – Story of My Life
- 2020 – Gold
- 2021 – Maps
- 2021 – I'll Be Fine